# Wilhelm Fuchs
Wilhelm Fuchs (Mannheim, 1º settembre 1898 – Belgrado, 24 gennaio 1947) è stato un poliziotto tedesco.
SS-Oberführer e colonnello della polizia, leader delle Einsatzgruppen "Serbia" e comandante della Sicherheitspolizei e del Sicherheitsdienst (BdS) in Serbia e Lituania, BdS Ostland a Riga e leader dell'Einsatzkommando 3 in Unione Sovietica.

## Biografia
Dopo aver terminato le scuole, studiò scienze agrarie all'Università di Lipsia dove conseguì il dottorato nel 1929. Il 1º aprile 1932 si iscrisse nel NSDAP (nº 1.038.061) e il 1º dicembre 1932 si arruolò nelle SS (nº 62.760).
Dopo che i nazionalsocialisti salirono al potere, dall'aprile 1933 fu secondo aiutante del Reichsbauernführer Walther Darré e l'11 luglio 1933 fu nominato SS-Untersturmführer. Fino al 1936 lavorò come capo delle SS all'ufficio centrale delle SS e poi nell'ufficio principale del servizio di sicurezza. Dall'ottobre 1937 guidò la sezione delle SS a Dresda. Successivamente fu impiegato come ispettore della Sicherheitspolizei e del Sicherheitsdienst a Braunschweig e il 20 aprile 1938 fu promosso SS-Standartenführer.

### Seconda guerra mondiale
Dal 1940 Fuchs fu incaricato come ufficiale del Sicherheitsdienst di comandare la Sicherheitspolizei e il servizio di sicurezza del Governatorato Generale. Nella campagna dei Balcani dell'aprile 1941, come contro la Polonia, dietro le truppe combattenti furono schierate unità operative della polizia di sicurezza. Fuchs fu incaricato di guidare la task force Einsatzgruppen "Serbia". Dopo l'attacco tedesco alla Jugoslavia il 6 aprile 1941, sotto la guida di Tito si sviluppò localmente un movimento di resistenza contro gli occupanti tedeschi che prese di mira le linee ferroviarie, le linee telefoniche e le altre infrastrutture. Per combattere questa attività partigiana furono rafforzate le truppe tedesche nella zona occupata e il precedente comandante della Wehrmacht fu sostituito dal generale Franz Böhme. Questo cambio fu dettato dal cosiddetto "ordine di espiazione" dell’Alto Comando della Wehrmacht del 16 settembre 1941, che intensificò la lotta contro i partigiani. 
Dopo lo scioglimento della sua task force, Fuchs fu nominato comandante della Sicherheitspolizei e del Sicherheitsdienst (BdS) per la Serbia, ma non ebbe molto successo e fu sostituito alla fine di gennaio 1942 dall'SS-Standartenführer Emanuel Schäfer, al quale Reinhard Heydrich chiese di adottare delle misure più severe rispetto a Fuchs.
Nel giugno 1942 Fuchs sostituì lo SS-Oberführer Walther Schröder in Lettonia. Dall'8 luglio al 14 settembre 1943 fu HSSPF "Mitte" a Braunschweig. Il 15 settembre 1943 Fuchs tornò in Russia come capo dell'Einsatzkommando 3, che comandò fino al 6 maggio 1944 e poi assunse la guida dell'Einsatzgruppe A fino al 17 ottobre 1944. Successivamente guidò nuovamente la Einsatzgruppe E "Croazia" per un breve periodo, per poi essere trasferito di nuovo in Ucraina come BdS Ostland il 9 novembre 1944.

## Dopo la guerra
Dopo la fine della guerra fu arrestato ed estradato in Jugoslavia. A Belgrado fu condannato a morte da un tribunale militare il 22 dicembre 1946 e giustiziato per impiccagione il 24 gennaio 1947.